# シェキメキ!
「シェキメキ!」は、Dream5の8枚目のシングル。2012年11月7日にavex traxから発売された。

## 概要
- 「CRAZY GONNA CRAZY」は、TRFの「CRAZY GONNA CRAZY」のカバー曲。師弟関係となっているAAAもカバーした曲でもある。ボーカルの2人以外に、高野洸と玉川桃奈も歌っている。
- 「ロックンロール県庁所在地」は、森高千里の「ロックンロール県庁所在地」のカバー曲。
- オリコンウィークリーチャートで第10位を獲得し、Dream5初のオリコンTOP10入りを果たす。発売日前後には、秋葉原ソフマップ、イトーヨーカドー各店舗などで連日イベントが行われていた。

## 収録曲

### 通常盤
CD
1. シェキメキ! [4:23]
作詞：leonn、作曲・編曲：渡辺徹・清水武仁
2. CRAZY GONNA CRAZY [5:30]
作詞・作曲：小室哲哉、作曲・編曲：渡辺徹・清水武仁
3. ロックンロール県庁所在地 [2:37]
作詞・作曲：森高千里、編曲：日比野裕史
4. シェキメキ!（Instrumental）[4:23]
5. CRAZY GONNA CRAZY（Instrumental）[5:30]
6. ロックンロール県庁所在地（Instrumental）[2:34]

DVD
1. シェキメキ!（Music video）
2. ロックンロール県庁所在地（Music video）
3. シェキメキ!（振りビデオ）
4. CRAZY GONNA CRAZY（振りビデオ）
5. ロックンロール県庁所在地（振りビデオ）

### mu-moショップ限定盤
CD
1. シェキメキ!
2. CRAZY GONNA CRAZY
3. ドリ5学園生活ラジオドラマ[注釈 1]

## タイアップ
| 曲名        | タイアップ先                                                                                              |
| ----------- | --- |
| シェキメキ! | イトーヨーカドー「Dancingood day」CMソング 日本テレビ系『音龍門 〜MUSIC DRAGON GATE〜』エンディングテーマ |